# Patrick Olsen
Patrick Olsen (Tårnby, 1994. április 23. –) dán korosztályos válogatott labdarúgó, a lengyel Śląsk Wrocław középpályása.

## Pályafutása

### Klubcsapatokban
Olsen a dániai Tårnby városában született. Az ifjúsági pályafutását a Brøndby csapatában kezdte, majd az olasz Internazionale akadémiájánál folytatta.
2011-ben mutatkozott be a Brøndby felnőtt keretében. 2013-ban az olasz első osztályban szereplő Internazionale szerződtette, ám a klub színeiben egy ligamérkőzésen sem lépett pályára. A 2014-es szezonban a norvég Strømsgodsetnél szerepelt kölcsönben. 2015-ben a Haugesund és a francia Lens, majd 2017-ben a svájci Grasshoppers csapatához igazolt. 2017-ben visszatért Dániába, és a Helsingørnál folytatta a labdarúgást. 2019-ben az AaB-hoz, míg 2020-ban az Aarhushoz csatlakozott. 2022. február 15-én 3½ éves szerződést kötött a lengyel első osztályban érdekelt Śląsk Wrocław együttesével. Először a 2022. február 27-ei, Zagłębie Lubin ellen 0–0-ás döntetlennel zárult mérkőzésen lépett pályára. Első gólját 2022. szeptember 16-án, a Piast Gliwice ellen idegenben 1–1-es döntetlennel végződő találkozón szerezte meg.

### A válogatottban
Olsen az U16-ostól az U21-esig minden korosztályú válogatottban képviselte Dániát.
2013-ban debütált az U21-es válogatottban. Először a 2013. szeptember 6-ai, Andorra ellen 6–0-ra megnyert U21-es EB-selejtezőn lépett pályára.

## Statisztikák
2022. október 29. szerint
| Klub                      | Szezon   | Osztály            | Bajnokság | Bajnokság | Kupa  | Kupa | Nemzetközi | Nemzetközi | Összesen | Összesen |
| Klub                      | Szezon   | Osztály            | Meccs     | Gól       | Meccs | Gól  | Meccs      | Gól        | Meccs    | Gól      |
| ------------------------- | -------- | ------------------ | --------- | --------- | ----- | ---- | ---------- | ---------- | -------- | -------- |
| Brøndby                   | 2011–12  | Danish Superliga   | 3         | 0         | 0     | 0    | —          | —          | 3        | 0        |
| Internazionale            | 2013–14  | Serie A            | 0         | 0         | 1     | 0    | —          | —          | 1        | 0        |
| Strømsgodset (kölcsönben) | 2014     | Eliteserien        | 5         | 0         | 0     | 0    | —          | —          | 5        | 0        |
| Haugesund                 | 2015     | Eliteserien        | 11        | 0         | 0     | 0    | —          | —          | 11       | 0        |
| Lens                      | 2015–16  | Ligue 2            | 25        | 4         | 0     | 0    | —          | —          | 25       | 4        |
| Grasshoppers              | 2016–17  | Swiss Super League | 6         | 0         | 0     | 0    | —          | —          | 6        | 0        |
| Helsingør                 | 2017–18  | Danish Superliga   | 25        | 0         | 1     | 0    | —          | —          | 26       | 0        |
| Helsingør                 | 2018–19  | 1st Division       | 31        | 3         | 1     | 0    | —          | —          | 32       | 3        |
| Helsingør                 | Összesen | Összesen           | 56        | 3         | 2     | 0    | 0          | 0          | 58       | 3        |
| AaB                       | 2019–20  | Danish Superliga   | 35        | 7         | 5     | 2    | —          | —          | 40       | 9        |
| Aarhus                    | 2020–21  | Danish Superliga   | 31        | 3         | 5     | 0    | 2          | 1          | 38       | 4        |
| Aarhus                    | 2021–22  | Danish Superliga   | 13        | 0         | 2     | 0    | 2          | 1          | 17       | 1        |
| Aarhus                    | Összesen | Összesen           | 44        | 3         | 7     | 0    | 4          | 2          | 55       | 5        |
| Śląsk Wrocław             | 2021–22  | Ekstraklasa        | 12        | 0         | 0     | 0    | —          | —          | 12       | 0        |
| Śląsk Wrocław             | 2022–23  | Ekstraklasa        | 14        | 3         | 2     | 0    | —          | —          | 16       | 3        |
| Śląsk Wrocław             | Összesen | Összesen           | 26        | 3         | 2     | 0    | 0          | 0          | 28       | 3        |
| Összesen                  | Összesen | Összesen           | 211       | 20        | 17    | 2    | 4          | 2          | 232      | 24       |

## Sikerei, díjai
AaB
- DBU Pokalen
  - Döntős (1): 2019–20

## Fordítás
Ez a szócikk részben vagy egészben  a   Patrick Olsen című angol Wikipédia-szócikk fordításán alapul.  Az eredeti cikk szerkesztőit annak laptörténete sorolja fel. Ez a jelzés csupán a megfogalmazás eredetét és a szerzői jogokat jelzi, nem szolgál a cikkben szereplő információk forrásmegjelöléseként.